# Пустынники (согласие)
Пустынники  — согласие или толк беспоповского старобрядчества, отделившаяся от странничества. Доказательством этому служит происхождение этого толка от одной странницы из Ярославской губернии. Различие странников и пустынников состоит в том, что последние более  последовательно применяют учение о пришествии антихриста к своей повседневной жизни. Они не странничают или бродяжничают, а удаляются  ради  спасения души в пустыни в глубине лесов, при этом они основываются на Писании, где говорится, что церковь Христова при пришествии антихриста «побежит в пустыню, идеже имать место уготовано» (Откр. 12, 6). Свой быт при жизни в пустынях они организуют на основе строжайших аскетических правил: живут в пещерах, землянках и кельях, молятся почти полностью весь день, мясную пищу не едят совсем и, следуя древним отшельникам, во всём стараются испытать как можно больше лишений. 
Никаких служб и чинов пустынники не служат, ссылаясь на свидетельства Святых Ефрема Сирина и Ипполита Римского, они говорили, что при пришествии антихриста «служба угаснет, чтение Писаний не услышится, что тоща ни приношение, ниже кадило совершается, и церкви яко овощное хранилище будут». 
Их молитва состоит из поклонов по лестовке числом за каждую службу, установленным по уставу. Не совершая обычных церковных служб, странники читали Исусову молитву (в дореформенном древнем виде) и клали по лестовке определенное количество поклонов, предусмотренных уставом за каждую службу. Так, за вечерню надо класть 300 поклонов, за повечерницу - 200 поклонов, за полунощницу - 300 поклонов, за заутреню - 700, за часы - 500. 
Крещение совершается в три погружения, погребение — только с молитвой об упокоении, исповедь заменяет Скитское покаяние. В отношении к властям и миру они согласны с бегунами. И также, как и странники,  перекрещивают вновь всех переходящих к ним как никониан, так и старообрядцев.
Исследователь Борис Днепров-Ячменев предполагает, что "общины пустынников существуют и по сей день в сибирских лесах".